# Elimia aterina
Elimia aterina är en snäckart som först beskrevs av I. Lea 1863.  Elimia aterina ingår i släktet Elimia och familjen Pleuroceridae. IUCN kategoriserar arten globalt som sårbar. Inga underarter finns listade i Catalogue of Life.